# Thalpophila radiata
Thalpophila radiata là một loài bướm đêm trong họ Noctuidae.